# Manfred Buchinger
Manfred Buchinger (* 27. Mai 1952 in Obersdorf) ist ein österreichischer Koch.

## Leben
Manfred Buchinger war Küchenchef im Restaurant Vier Jahreszeiten in Wien, kochte aber auch in Frankreich und Japan, bevor er sich 1999 in Riedenthal selbständig machte. In seinem Gasthaus Zur Alten Schule, der ehemaligen Dorfschule, in der er nun auch eine Kochschule betreibt, bietet er Bodenständiges aus Niederösterreich an. Die Zutaten bezieht er überwiegend aus der Region.

## Trivia
Die Schriftstellerin Eva Rossmann fand bei Recherchen für ihren Kriminalroman Ausgekocht an der Arbeit im Gasthaus Zur Alten Schule derart Gefallen, dass sie dort eine Kochlehre absolvierte und nun Buchingers Souchefin ist.

## Bücher
- Manfred Buchinger: Buchinger kocht Europa, Wiener Blatt-Edition, Wien 1998, ISBN 3-901761-07-1
- Manfred Buchinger: Manfred Buchingers Alte Schule: das Weinviertel-Kochbuch, NP-Buchverlag, Wien 2005, ISBN 3-85326-397-6
- Manfred Buchinger: natürlich buchinger. ein schräges Bio-Kochbuch. Kneipp, Leoben 2006, ISBN 3-7088-0396-5
- Gerhard Sulzmann: Genuss Frucht Spargel. Mit Rezepten und Weinempfehlungen von Manfred Buchinger. AV-Buch, Leopoldsdorf 2005, ISBN 3-7040-2079-6
- Eva Rossmann: Mira kocht, Folio, Wien-Bozen 2007, ISBN 978-3-85256-358-9.
- Johannes Gutmann / Manfred Buchinger / Miguel Dieterich: So schmeckt die Freude: Kochen und genießen mit Kräutern, Blüten & Gewürzen. Residenz, St. Pölten 2011, ISBN 978-3-7017-3217-3
- Eva Rossmann / Manfred Buchinger: Auf ins Weinviertel. Verborgenes. Skurriles. Kulinarisches. Folio, Wien-Bozen 2012, ISBN 978-3-85256-569-9
- Wolfgang Galler, Manfred Buchinger: Weinviertel-Kochbuch: mehr als Brot & Wein, Metro, Wien 2013, ISBN 978-3-99300-121-6